# Olagüe
Olagüe (en euskera y oficialmente Olague) es una localidad española y un concejo de la Comunidad Foral de Navarra perteneciente al municipio de Anué del cual es su capital. Está situado en la Merindad de Pamplona, en la comarca de Ultzamaldea y a 20,6 km de la capital de la comunidad, Pamplona. Su población en 2014 fue de 223 habitantes (INE)

## Topónimo
Aunque no está claro el significado da la palabra Olagüe, se cree que Ola se ha utilizado con valor de ferrería a la orilla de un río, pero previamente designó ferrerías primitivas lejos del río y en las que el viento hacía el papel que luego desempeñó el agua. Aún antes ola fue una simple cabaña pastoril, significado que se perdió en todas las variedades euskéricas salvo en la del Valle de Roncal. 
Así pues, sin el apoyo de la arqueología, traduciremos Olagüe como 'lugar de la cabaña o ferrería' .

## Geografía física

### Situación
La localidad de Olagüe está situada en la parte Noroeste del valle de Anué el cual a su vez se encuentra en la parte norte de la Comunidad Foral de Navarra. También se encuentra paralela a la carretera Pamplona-Behovia (N-121-A), a 20,6 km de la capital de la comunidad, Pamplona y a 72 km de San Sebastián. 
Su término concejil tiene una superficie de 8,07 km² y limita al norte con el concejo de Arraiz-Orquín en el municipio de Ulzama, el municipio de Lanz y el concejo de Arizu; al este con el de Egozcue; al sur con los de Leazcue y Ripa; y al oeste con el de Urrizola en el municipio de Ulzama.
Altitud: 550 metros sobre el nivel del mar.

## Urbanismo
En el núcleo de Olagüe se puede observar la zona de casco tradicional, con una
configuración inicial alrededor de la Iglesia de San Juan Bautista y que se desarrolla únicamente a un lado de la antigua carretera de Pamplona-Behovia (N-121-A). Bien diferenciada de esta zona de casco aparecen los desarrollos posteriores que ya cruzan al otro lado de la carretera y cuyos edificios se disponen con su fachada principal a la calle San Juan.

## Demografía

### Evolución de la población
| Gráfica de evolución demográfica de Olagüe entre 2000 y 2020 |
|                                                              |
| Datos según el nomenclátor publicado por el INE.             |

## Cultura

### Folklore
En Olagüe se conserva un baile popular llamado Esku Dantza (baile de las manos). En este baile la música del chistu es acompañada de choques de manos y palmadas.

### Fiestas y eventos
Las fiestas patronales se celebran el día 24 de junio en honor a San Juan Bautista.

## Idioma
La localidad se encuentra dentro de la zona vascófona de Navarra por lo que son cooficiales el euskera y el castellano.

## Personajes célebres
- Román Oyarzun Oyarzun (1882-1968): periodista, diplomático, empresario, escritor y político carlista.